# Pasites gabonensis
Pasites gabonensis är en biart som först beskrevs av Joseph Vachal 1903.  Pasites gabonensis ingår i släktet Pasites och familjen långtungebin. Inga underarter finns listade i Catalogue of Life.